# Rubel łotewski

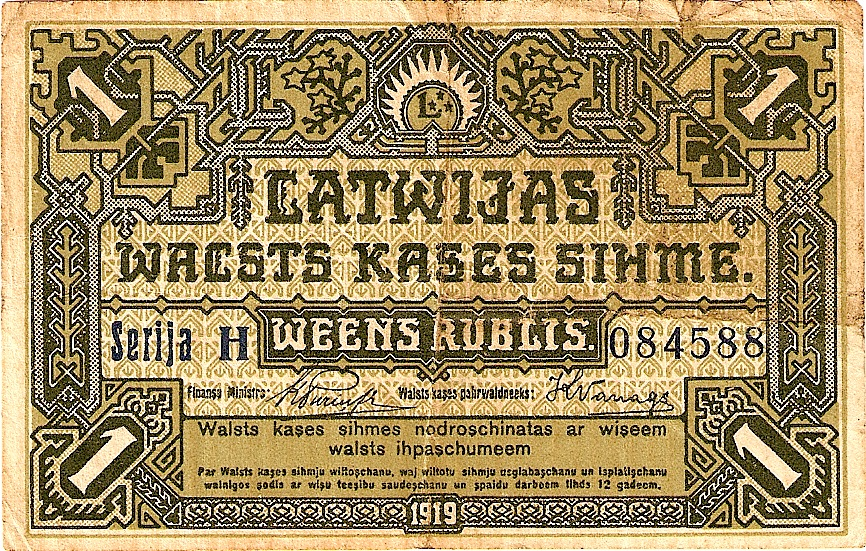
Awers banknotu 1 rublowego wydanego przez łotewski rząd tymczasowy w 1919 r.

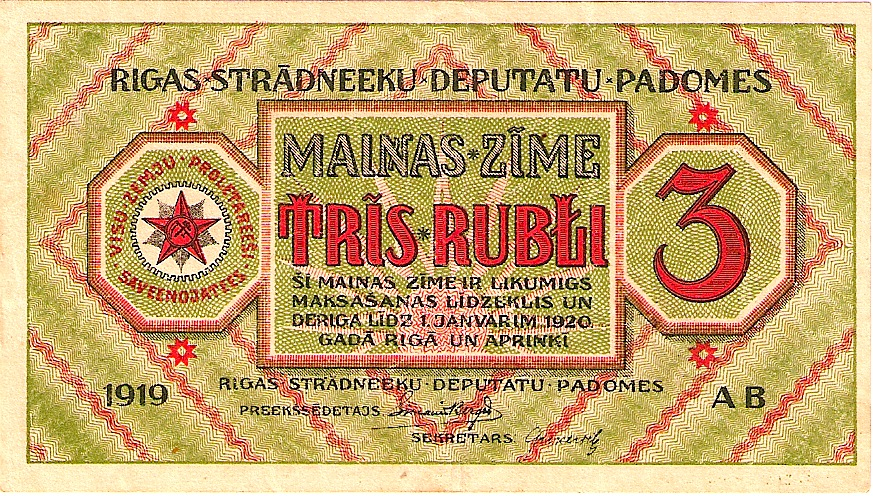
Awers banknotu 3 rublowego Ryskiej Rady Przedstawicieli Robotniczych z 1919 r.

Rubel łotewski (łot.: Latvijas rublis) – jednostka monetarna używana na Łotwie w latach 1919–1922 i 1992–1993. Dzieliła się na 100 kopiejek łotewskich.

## Okres 1918-1922
Wkrótce po ogłoszeniu niepodległości przez Łotwę (18 listopada 1918) terytorium kraju znalazło się niemal całkowicie pod okupacją bolszewicką, a rząd łotewski schronił się na kontrolowanym przez Niemców południowo-zachodnim skrawku Kurlandii. W kraju panował chaos na rynku walutowym wywołany sytuacją wojenną, rosnącą inflacją i wieloma innymi czynnikami. W tym okresie na terytorium Łotwy oficjalną walutą była tzw. ostmarka, czyli pieniądz wprowadzony przez Niemców dla terenów okupowanych na wschodzie (Ober-Ost), obejmujących kraje bałtyckie i północno-wschodnie kresy późniejszej II RP. Oprócz marki okupacyjnej w obiegu krążyły również marki Rzeszy Niemieckiej, kilka rodzajów rubla (m.in. tzw. „kierenki”), ) oraz pieniądz zastępczy emitowany przez szereg łotewskich miast, m.in. przez Rygę, Lipawę, Mitawę, Windawę. Ponadto w północnej Łotwie w obiegu znajdowały się marki estońskie, a w Mitawie swój pieniądz emitowała także armia generała Bermondta-Awałowa. 7 kwietnia 1919 r. w opanowanej przez bolszewików Rydze wprowadzono do obiegu rubla łotewskiego emitowanego przez Ryską Radę Przedstawicieli Robotniczych. Stał się on prawnym środkiem płatniczym na terenach łotewskich opanowanych przez bolszewików. Do obiegu wprowadzono cztery banknoty o nominałach: 
- 1 rubel (1919)
- 3 ruble (1919)
- 5 rubli (1919)
- 10 rubli (1919).

W obiegu były jedynie banknoty, monet nie wybijano. Ponadto władze bolszewickie w Kiesi wprowadziły do obiegu własny pieniądz zastępczy. 
W ciągu roku 1919 i 1920 nastąpiło stopniowe wyzwolenie ziem łotewskich spod obcej okupacji. Jednym z pierwszych zadań stojących przed rządem łotewskim była likwidacja chaosu walutowego i wprowadzenie własnego, narodowego pieniądza, który Łotwa pilnie potrzebowała. W dniu 11 grudnia 1918 r. łotewski minister finansów ustalił oficjalny kurs wymiany znajdujących się w obiegu walut obcych, uznając je tym samym za oficjalny środek płatniczy kraju. 22 marca 1919 r. rząd tymczasowy Republiki Łotewskiej upoważnił ministra finansów do wprowadzenia w obieg pierwszej serii banknotów łotewskich. Nowa waluta została nazwana rublem łotewskim równym 100 kopiejkom łotewskim. Od kwietnia do września 1919 r. do obiegu wprowadzono 11 banknotów o następujących nominałach (monet nie wybijano): 
- 5 kopiejek łotewskich (1919)
- 10 kopiejek łotewskich (1919)
- 25 kopiejek łotewskich (1919)
- 50 kopiejek łotewskich (1919)
- 1 rubel łotewski (1919)
- 5 rubli łotewskich (1919)
- 10 rubli łotewskich (1919)
- 25 rubli łotewskich (1919)
- 50 rubli łotewskich (1919)
- 100 rubli łotewskich (1919)
- 500 rubli łotewskich (1919).

Autorami projektów byli artyści łotewscy: Jūlijs Madernieks, Burkards Dzenis, Vilhelms Krūmiņš, Hermanis Grīnbergs i Rihards Zariņš. Pomimo wprowadzenia rubla łotewskiego do obiegu, ciągle posługiwano się jeszcze walutami Niemiec i Rosji. Dopiero 18 marca 1920 rubel łotewski został ustanowiony jedynym środkiem płatniczym kraju i pozostał w obiegu do całkowitego wycofania w 1925 r. W 1922 r. rubel łotewski został zastąpiony łatem łotewskim. Banknoty rublowe zostały wycofane z obiegu, a banknot o nominale 500 rubli został przedrukowany na 10 łatów i początkowo używany jako prowizorium po zastąpieniu rubla łotewskiego przez łata.

## Okres po 1991 r.
W 1987 r. utworzono Łotewski Republikański Bank będący filią Banku Państwowego ZSRR. Jednostka ta nie miała jednak prawa emisji waluty. 2 marca 1990 r. Rada Najwyższa Łotewskiej SRR przyjęła rezolucję o utworzeniu Banku Łotwy. Rezolucja powoływała do życia niezależny Bank Łotwy i przyznawała mu prawo emisji waluty narodowej. Rezolucja znalazła praktyczne wykorzystanie dopiero po ogłoszeniu niepodległości przez Łotwę i rozpadzie ZSRR w 1991 r. Prawem ogłoszonym przez Radę Najwyższą Republiki Łotewskiej w dniu 3 września 1991 r. restytuowano Bank Łotwy jako centralną instytucję finansową kraju z prawami do emisji środków płatniczych. Pierwszym zadaniem banku było wprowadzenie do obiegu waluty narodowej z uwagi na zmniejszającą się ilość banknotów sowieckich znajdujących się w obiegu (emitowane były w Rosji) oraz rosnącą inflację tej waluty. Utworzono Komitet Reformy Walutowej Republiki Łotewskiej, który w dniu 4 maja 1992 r. ogłosił rezolucję wprowadzającą do obiegu walutę przejściową, rubla łotewskiego. Do obiegu wprowadzono banknoty projektu artysty Kirilsa Šmeļkovsa o nominałach 1, 2, 5, 10, 20, 50, 200 i 500 rubli łotewskich. W następnym roku (październik 1993) do obiegu weszły banknoty w walucie łatowej zastępując ruble łotewskie. Wymiany dokonywano w stosunku 1 łat=200 rubli łotewskich.
Banknoty łotewskie w walucie rublowej, 1992-1993:
- 1 rubel łotewski (1992)
- 2 ruble łotewskie (1992)
- 5 rubli łotewskich (1992)
- 10 rubli łotewskich (1992)
- 20 rubli łotewskich (1992)
- 50 rubli łotewskich (1992)
- 200 rubli łotewskich (1992)
- 500 rubli łotewskich (1992).